# 喬許·巴恩斯
喬許·巴恩斯（英語：Joshua Solomon Burns；1987年2月6日—）是澳大利亞的一位政治家，所屬政黨是澳大利亞工黨。他在2019年澳大利亞聯邦大選當選馬卡納馬拉選區的議員。

## 外部連結
- Josh Burns MP webpage （页面存档备份，存于）（英文）
- Australian Parliament House biography （页面存档备份，存于）（英文）